# Kralingse Plas
Le Kralingse Plas est un lac situé dans l'arrondissement de Kralingen-Crooswijk, à Rotterdam, dans la province néerlandaise de Hollande-Méridionale. Ce lac, d'une superficie d'environ 100 ha est notamment utilisé pour les petits sports nautiques et la pêche sportive.

## Situation

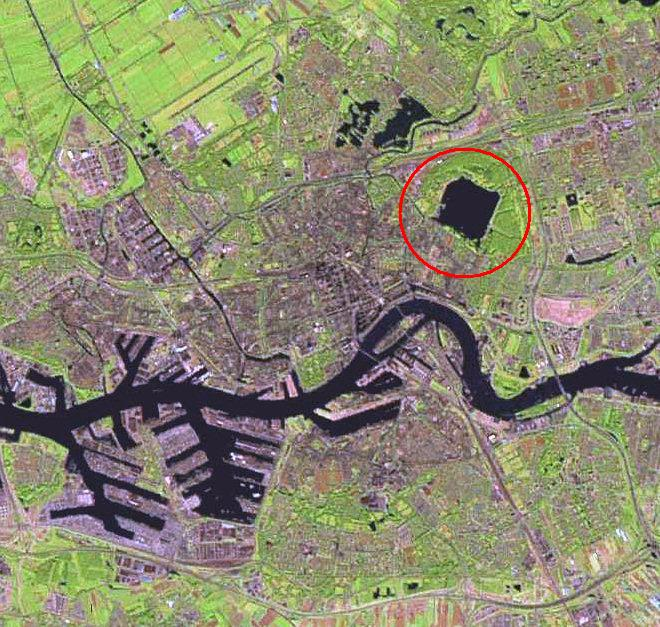
Localisation du Kralinge Plas.

## Historique et description
Le lac se trouve sur d'anciennes tourbières. Il était l'un des quinze étangs situés au nord du 's-Gravenweg (nl) (quartier de la commune de Capelle aan den IJssel) et qui s'étendait de la Rotte jusqu'à Nieuwerkerk aan den IJssel. Ces étangs ont progressivement été drainés, entre 1865 et 1876, afin de permettre la création du polder Prins Alexanderpolder. Seul l'ancien Noordplas, site de l'actuel lac Kralingse, n'a pas asséché, pour plusieurs raisons techniques dues à sa profondeur, économiques, le coût de l'opération aurait été élevé, et humaines, des manufactures et des maisons jouxtaient le site.
En 1895, le Noordplas (parfois appelé Boschplas) a pris le nom de Kralingse Plas. 
Après la Seconde Guerre mondiale, une petite partie des débris provenant des gravats du centre-ville bombardé est déversée dans le lac, formant les îles dans la partie sud du lac.

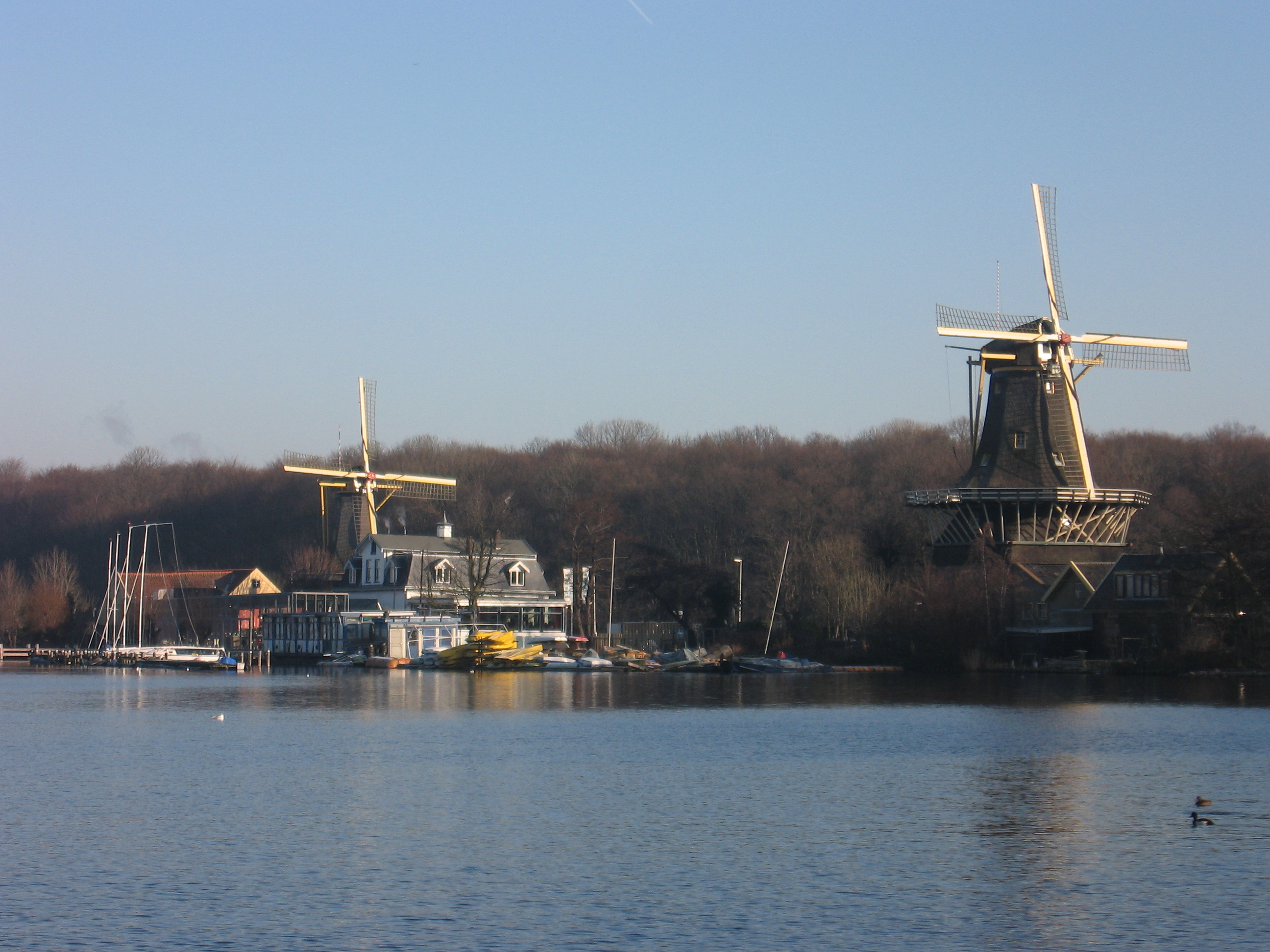
Les deux moulins à vent (le Ster et le Lelie) sur les rives du Kralingse Plas.

Le lac est entouré sur trois côtés par la forêt de Kralingen. Sur son côté est se trouvent trois moulins connus sous le nom de Plasmolens, le Ster,, construit en 1792 et le Lelie, à partir de 1840,, deux moulins à vent qui broient encore les épices. Au nord se trouve une large plage, dont une petite partie a été transformée en plage nudiste. Au sud se développe la Kralingse Plaslaan. C'est au sein de cette avenue que se trouve le Kralingerhoutflat, le plus anciens des bâtiments établis dans les hauteurs du site.
Le côté ouest est borné par la Langepad, qui dispose d'une tour d'observation offrant une vue panoramique sur l'ensemble du lac.

## le Pop Holland Festival (1970)
Le site de Kralinge Plas est connu pour le Holland Pop Festival qui s'y est déroulé en 1970. Cet événement musical, qui peut être l'équivalent, aux Pays-Bas, de Woodstock, a fait l'objet d'un documentaire, intitulé le Stamping ground.

## Activités sportives
Cinq établissements consacrés au sport nautique y sont implantés, dont la Zeilvereniging Kralingen (fondé en 1908), le Rotterdamsche Zeilvereniging (créé en 1912), le Kralingse Zeil Club (1915) et le Vriendschap Zij Ons Doel (fondé en 1926). La première association de sport nautique du lac de Kralinge, la Zeilvereeniging Kralingen, a ultérieurement fusionné avec la Water Sportvegeringing Rotterdam (WSVR).
Outre les activités nautiques et de pêche associées au lac, son pourtour est fréquenté par les joggers qui peuvent utiliser le parcours Rondje Kralingse Plas, qui mesure environ 5 km.

## Galerie

Aperçus du Kralingse Plas
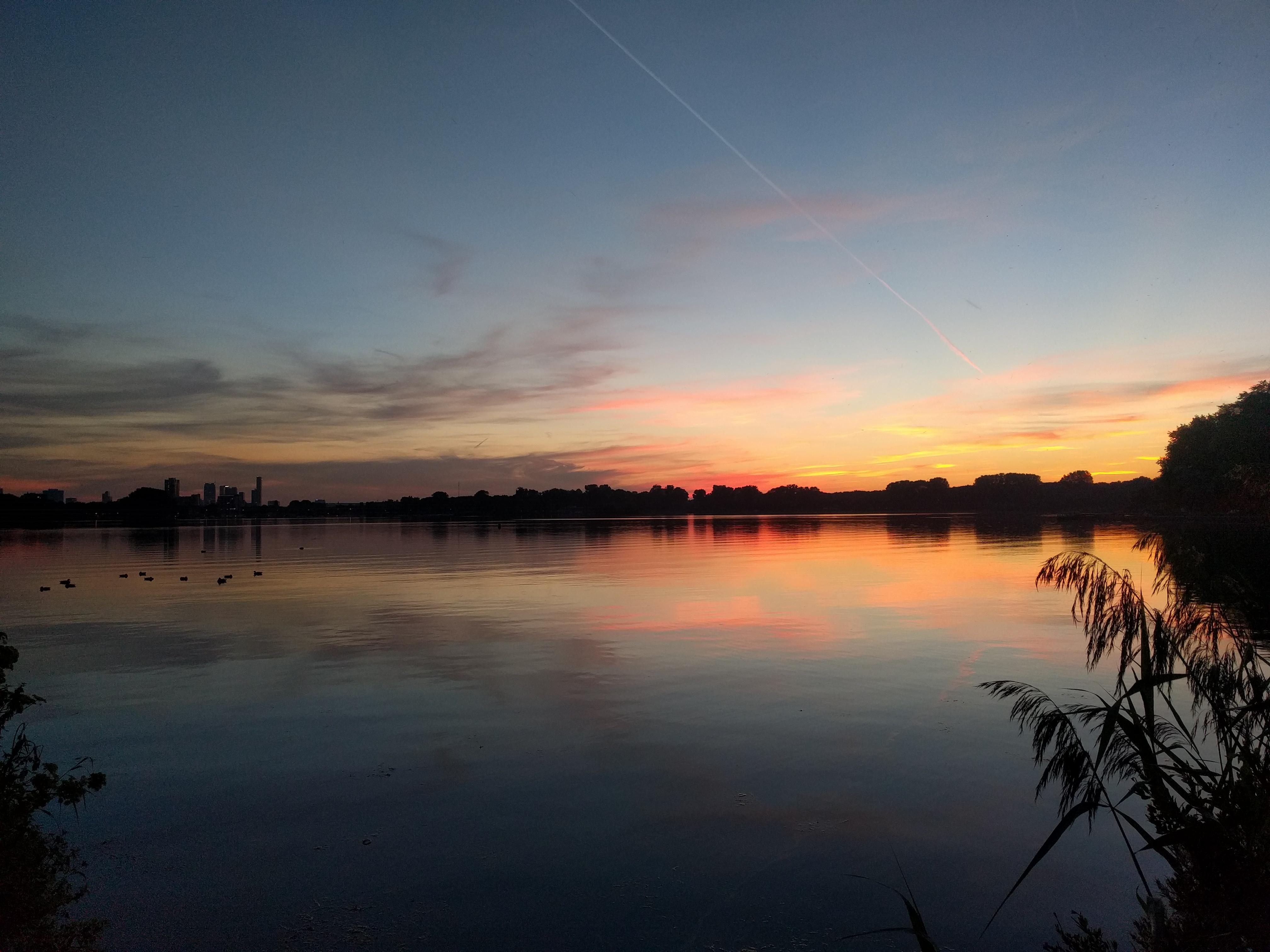
Vue panoramique du Kralingse Plas.
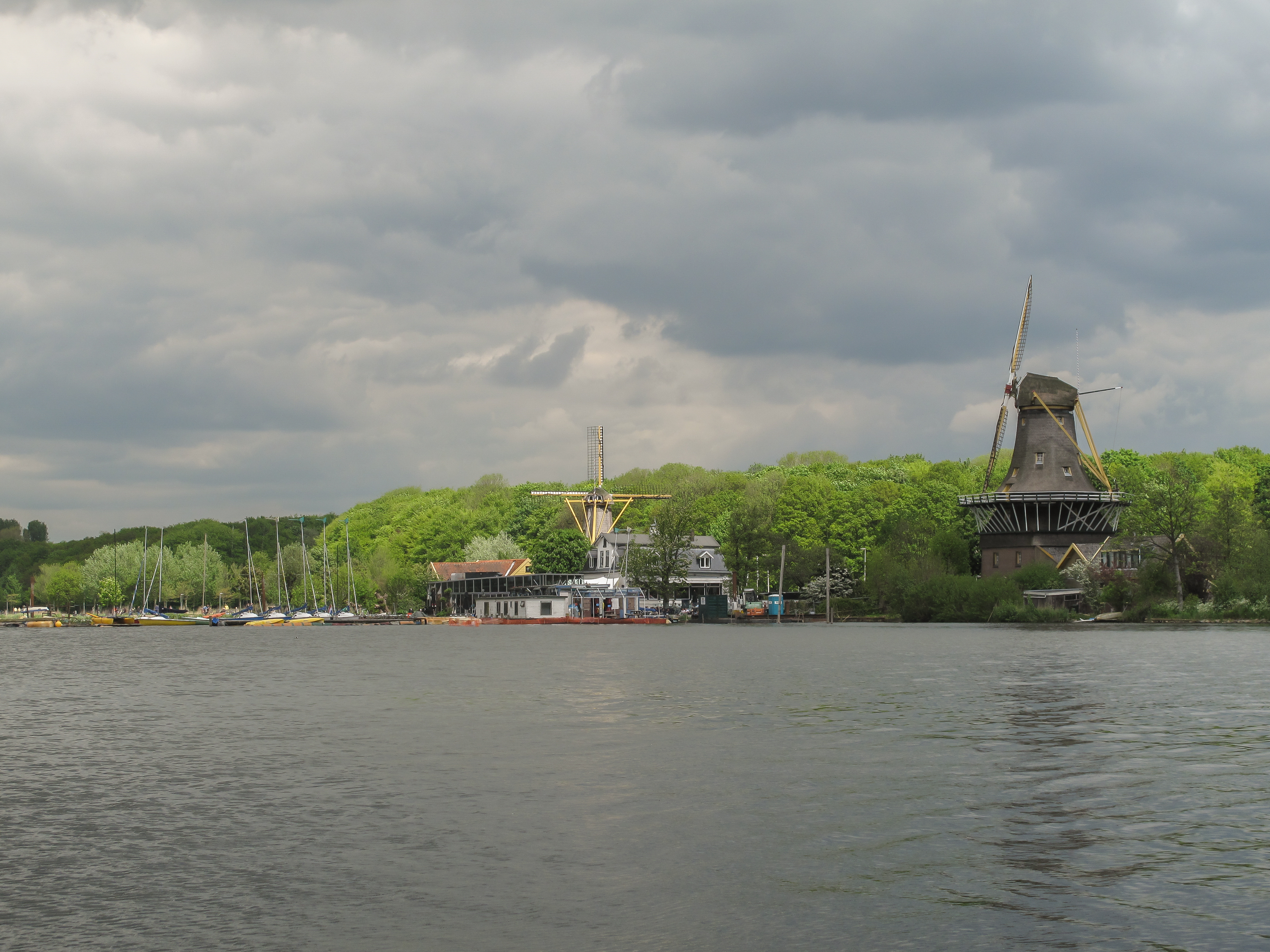
Le Kralingse Plas et ses deux moulins.
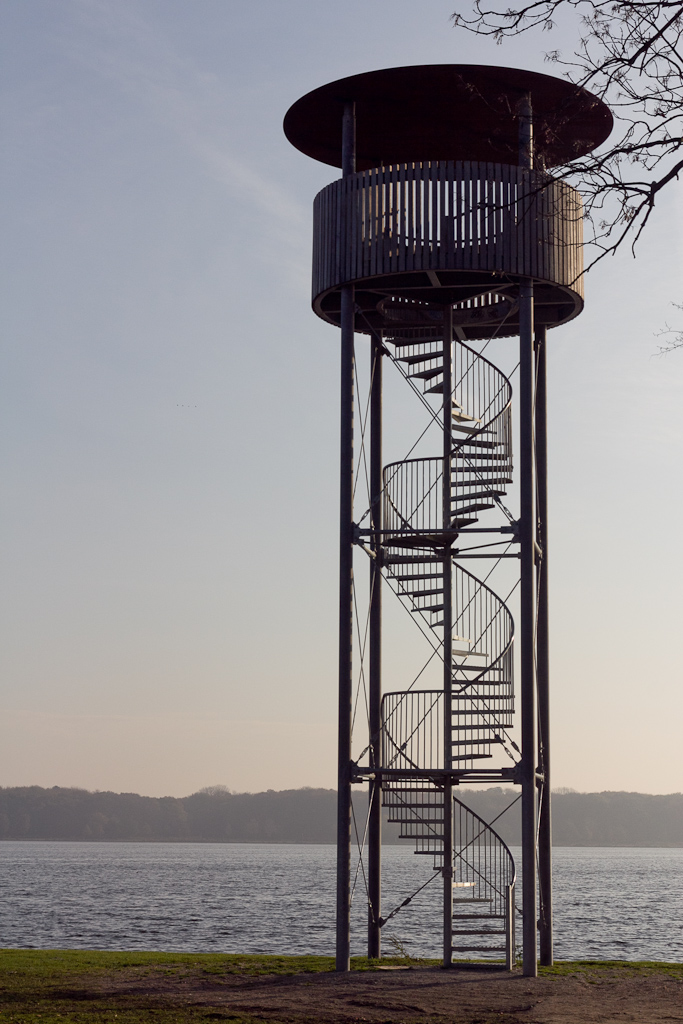
Observatoire.
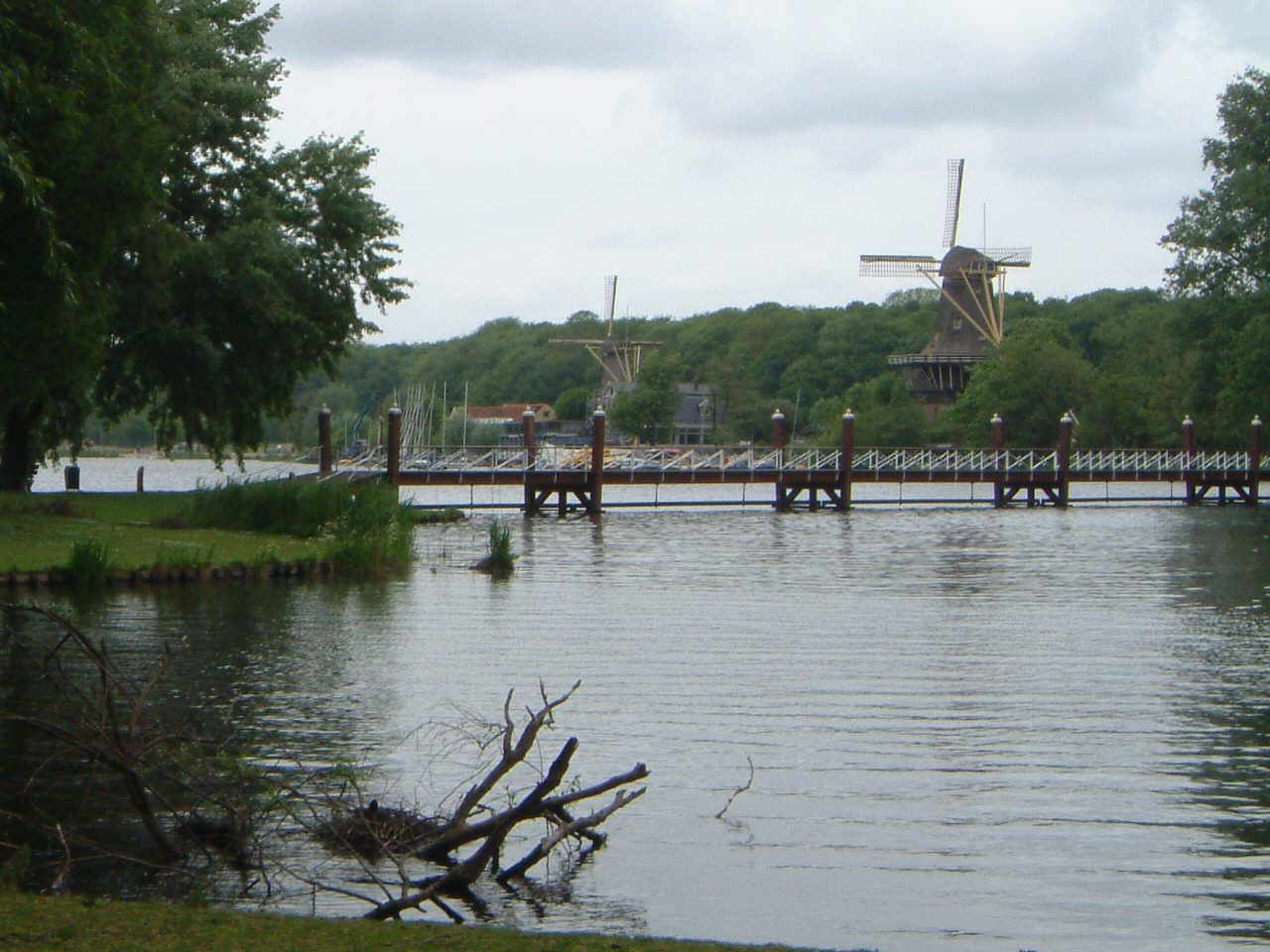
Ponton enjambant le lac.
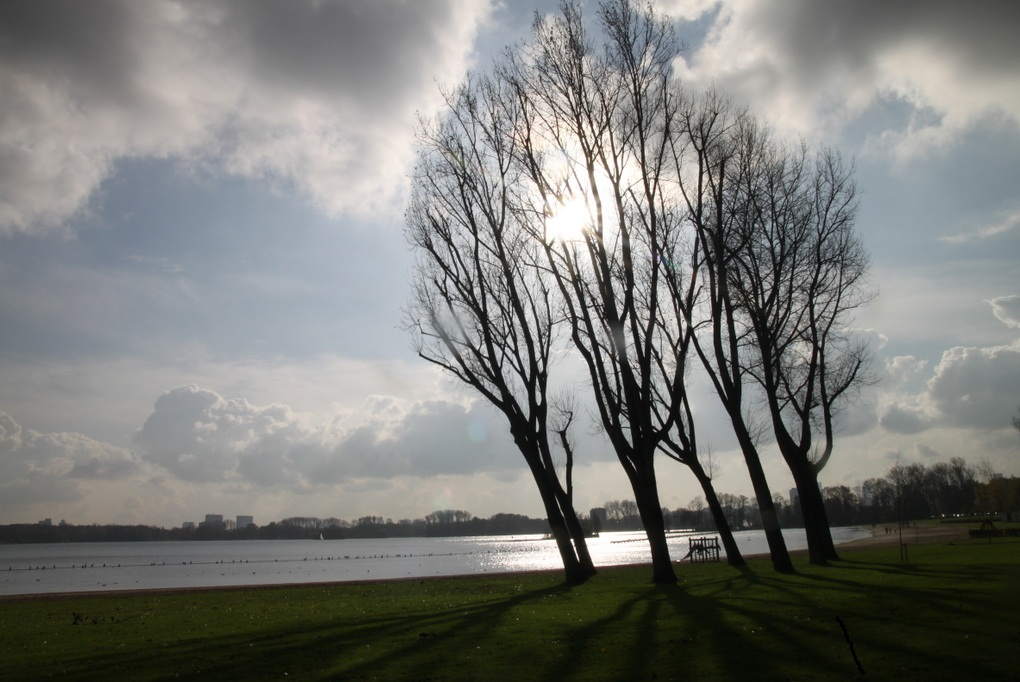
Les rives du lac.
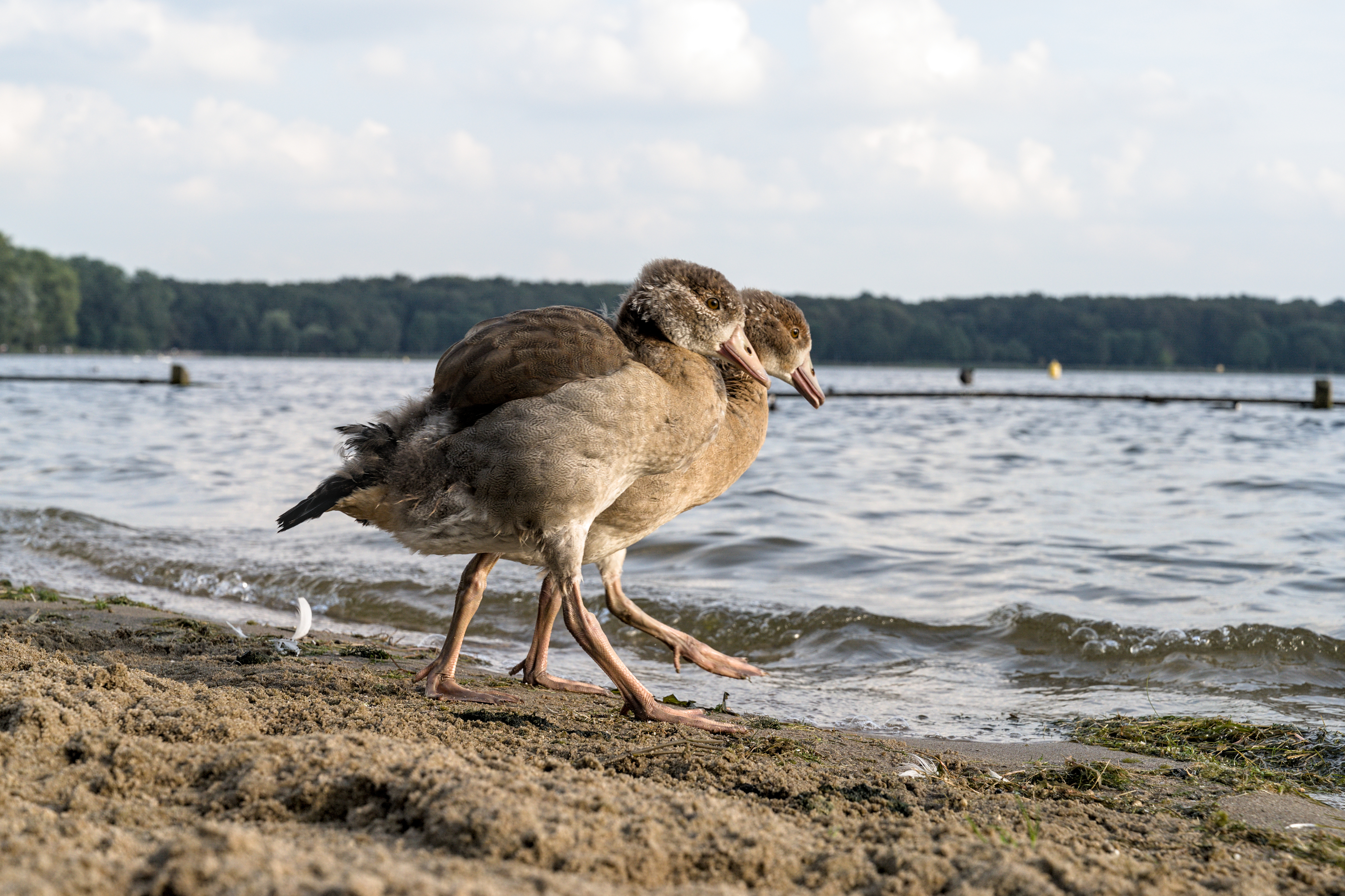
Deux canetons en marche vers le lac.